# Digitalici

Struttura chimica della digossina

I digitalici, detti anche glicosidi cardioattivi per la presenza di glucidi nella molecola, sono farmaci cardiocinetici, e sono sostanze estratte dai fiori della digitale (nome comune di diverse piante del genere Digitalis, la più importante delle quali è Digitalis purpurea; meno importanti Digitalis alba e  D. lanata). Per questo sono anche colloquialmente chiamati "digitale" come farmaco.
I principi attivi più noti sono la digossina, la digitossina e la digitonina (che però non ha effetti sul cuore e viene principalmente sfruttato per il suo potere tensioattivo).

## Chimica

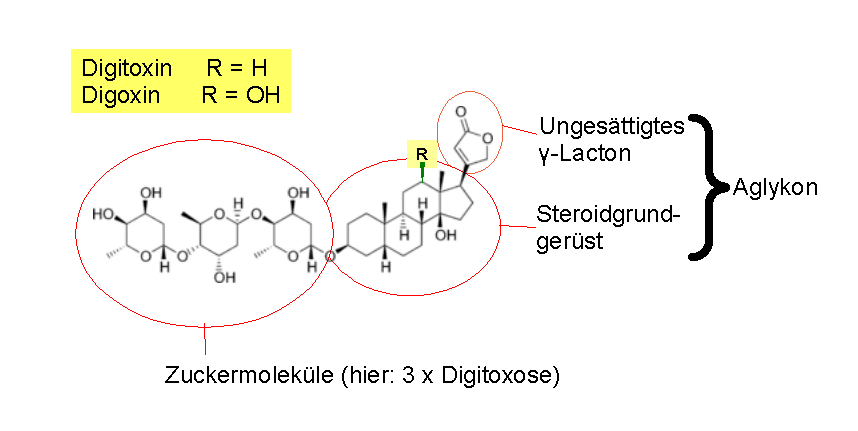
Struttura glicosidi cardiotonici

L'attività farmacologica dei glicosidi è dovuta alla componente steroidea, in quanto le genine libere provocano gli stessi effetti del glicoside. Se il nucleo ciclopentanoperidrofenantrenico è fondamentale per la farmacodinamica, però, zuccheri diversi comportano significative differenze farmacocinetiche.
È fondamentale sottolineare come, nonostante la connettività sia la medesima, la struttura tridimensionale dei digitalici è profondamente diversa dagli ormoni steroidei in quanto sono diverse le giunzioni che legano i diversi anelli. Per l'affinità ai recettori nucleari degli ormoni steroidei (ad esempio il recettore degli estrogeni) è cruciale che il backbone steroideo presenti giunzioni di tipo colestanico, ovvero con i 4 anelli approssimativamente complanari. Nei digitalici le giunzioni tra gli anelli A e B e tra gli anelli C e D sono "cis", mentre la giunzione B-C è di tipo "trans"; ciò conferisce al nucleo tetraciclico una forma ad "U" che ottimizza l'interazione col sito "B" di legame alla sodio-potassio ATPasi.
Importanti per l'attività sono i sostituenti idrossilici in 3β e 14β.
I derivati vegetali (come i digitalici) sono caratterizzati da un anello lattonico a 5 termini di tipo butenolidico, mentre i derivati animali (com il bufadienolide) hanno lattoni a sei termini di tipo cumarinico. Questa non differenza non provoca grandi differenze di attività, anzi, si sono dimostrati attivi anche derivati non ciclici, a patto che siano mantenuti un accettore di legami ad idrogeno (corrispondente al carbonile lattonico) ed un carbonio elettronattrattore, idealmente in beta. Si è osservato, infatti, che derivati esteri lineari erano attivi solo se α-β-insaturi (per la presenza o meno del carbonio elettronattrattore). Analogamente i derivati acidi non erano attivi, mentre i nitrili sì in quanto in grado di accettare legami ad idrogeno.
Per quanto riguarda la cinetica del docking, esso inizia con un'interazione elettrostatica a lungo raggio tra il sito detto "A" della pompa sodio-potassio ed il lattone, quindi si instaurano le due interazioni di cui sopra. Successivamente il nucleo steroideo stabilisce interazioni di van der Waals con il sito "B" del "recettore", e induce un cambiamento conformazione al sito "D" che si ritiene sia legato all'attività (ovvero all'inattivazione della pompa). Inoltre anche il primo residuo zuccherino può instaurare delle interazioni aggiuntive (legami ad idrogeno ed interazioni idrofobiche) con un ulteriore sito, detto "C".

### Modifiche emisintetiche
Sono state tentate diverse modifiche di semisintesi sui digitalici nel tentativo di migliorarne il profilo farmacologico. Tra gli approcci seguiti si segnalano:
- il ricorso ad amminozuccheri (come nel caso del composto ASI-222);
- l'inversione del lattone (come nell'actodigin);
- alchilazioni e acilazioni dei derivati zuccherini (β-acetildigossina, pentigossina, meproscillarina ecc.).

## Derivati attivi
I derivati attivi sono principalmente due: la digossina e la digitossina.
Le complesse molecole di questo gruppo di sostanze sono caratterizzate da una parte “attiva” rappresentata da una struttura fenantrenica e steroidea (un ciclopentanoperidrofenantrene), cui è legato ad una estremità un anello lattonico ed all'altra, in posizione 3, una sequenza di glucidi (digitossosio).
La molecola è discretamente lipofila, e la perdita dell'ossidrile in posizione 12 la rende ancora più lipofila e meno idrofila: da ciò deriva che la cinetica della digossina e del derivato deidrossilato digitossina differiscano, almeno per tempo di emivita e capacità di legarsi con legame stabile ai tessuti, ossia alle cellule muscolari (in particolare cardiache).
Come meccanismo d'azione, si deve tener conto del fatto che tali derivati sono veleni cellulari: la loro azione farmacologica deriva da ciò, ma ovviamente questo determina anche un'intrinseca pericolosità nell'impiego di tali sostanze. I digitalici hanno un'efficacia altissima, ma nel contempo sono dotati di una tossicità elevata e prolungata nel tempo: questo non è un fatto nuovo in farmacologia, infatti maggiore è l'efficacia di un farmaco, maggiore sarà la possibilità di effetti collaterali e più facilmente si andrà incontro a fenomeni di tossicità. Solo recentemente si è potuto contrastare la pericolosità dei digitalici con l'impiego di farmaci ad azione antidotica, che si somministrano in eventuali situazioni di iperdosaggio.

## Farmacodinamica
La digitossina innesca una serie di fenomeni che è stato possibile chiarire solo nella prima metà degli anni novanta, dopo decenni di uso clinico.
Il meccanismo d'azione è conseguente al legame relativamente stabile tra il nucleo steroideo ed una frazione precisa della pompa sodio-potassio (Na+/K+ ATPasi) dei cardiomiociti. Questo legame determina l'inibizione del 10-30% dell'ATPasi di membrana, determinando un aumento del sodio intracellulare, ma con un rapporto Na+/K+ mantenuto.

Col blocco di più del 30% della pompa sodio potassio si hanno invece effetti tossici, poiché all'aumentare del sodio si ha una diminuzione relativa di potassio, con conseguente aumento del potenziale di membrana e aumento della tendenza all'attività spontanea (batmotropismo).
Il blocco della Na+/K+ ATPasi determina un incremento del sodio intracellulare che rallenta l'attività dello scambiatore Na+/Ca++, e pertanto aumenta la quantità di calcio che, al posto di venire trasportata fuori dalla cellula, è accumulata nel reticolo sarcoplasmatico ad opera della calcio ATPasi del reticolo sarcoplasmatico (SERCA).
Ad ogni ciclo cardiaco, durante la fase 2 (di plateau) del potenziale d'azione cardiaco, l'ingresso di calcio attraverso i canali del calcio di tipo L (long lasting) determina a sua volta il rilascio di calcio dal reticolo sarcoplasmatico in un fenomeno noto come rilascio del calcio indotto dal calcio (CICR dall'inglese calcium-induced calcium release). Una maggiore concentrazione di ioni Ca2+ a livello citoplasmatico favorisce il legame con la calmodulina, ed una maggiore funzionalità delle proteine contrattili.
In particolare, tramite la calmodulina, il calcio va ad interagire sui meccanismi di accoppiamento eccito-contrattile dell'actina e della miosina, aumentando così la forza di contrazione con cui avviene l'attivazione delle due molecole: tale aumento della forza moltiplicato per il numero delle cellule cardiache contrattili determina un generale aumento della forza di contrazione della muscolatura cardiaca: aumenta l'inotropismo.
Tutto questo avviene senza consumo di energia aggiuntivo, in pratica non vi è necessità di un aumentato apporto di ossigeno, che nelle condizioni di scompenso cardiaco, in cui viene maggiormente utilizzato il farmaco, determinerebbe un aggravamento della situazione di base.
È dunque molto importante che questa azione di aumento della forza di contrazione non richieda scambi energetici significativi.

### Effetti
La digossina ha dunque un'azione inotropa positiva, ma agisce in modo non univoco sulla eccitabilità cardiaca o batmotropismo: sulle cellule miocardiche in vitro provoca un aumento dell'eccitabilità, che non è altrettanto "visibile" sul cuore in vivo. Altrettanto succede sulle cellule atriali, ma per compensare questa eccitabilità, ricordando sempre che i digitalici sono veleni cellulari, si deve tener conto che agiscono in maniera negativa, cioè rallentando la conducibilità sul nodo seno-atriale e sul nodo atrio-ventricolare, riducendo il primo effetto. Il rallentamento della fase di ripolarizzazione del nodo AV, viene evidenziato a livello di elettrocardiogramma di superficie con lieve, ma caratteristico, allungamento del tratto PQ o PR.
Questo fatto può costituire un problema, poiché a determinate dosi terapeutiche di digitalici si può arrivare facilmente all'intossicazione per i più svariati motivi, e quindi si può determinare una bradicardia importante.
Pertanto, gli effetti dei digitalici saranno: sulla contrazione di tipo inotropo positivo, come sulla formazione dell'impulso (batmotropi positivi), invece saranno negativi sulla conduzione (dromotropi negativi) e anche sulla frequenza (cronotropi negativi).
È proprio in questa ambivalenza che si sviluppano sia l'azione terapeutica sia gli eventi tossici, che possono essere conseguenti ad un iperdosaggio di questo tipo di sostanze.
La caratteristica azione dei digitalici si può osservare anche a livello elettrocardiografico: l'ECG assume un aspetto specifico, che ne caratterizza l'assunzione e non è indice di sovradosaggio. È infatti molto importante il reperto anamnestico di assunzione di tali farmaci, perché l'ECG potrebbe, specialmente nelle derivazioni laterali da V4 a V6, assumere delle alterazioni della fase di ripolarizzazione ventricolare sinistra: il tratto ST è discendente con un sottoslivellamento, che potrebbe mimare, in situazioni particolari, gli effetti di un'ischemia acuta sub-endocardica. Tale eventualità è nota ai cardiologi, che vengono aiutati nella diagnosi differenziale dalle informazioni e dai sintomi che il paziente riferisce.
Altra peculiarità di questi farmaci è la capacità di interferire contemporaneamente sul sistema parasimpatico, attraverso una attivazione della componente vagale, e sul sistema simpatico: gli effetti normalmente si bilanciano e vengono modulati dall'associazione di altri farmaci, specie nel paziente scompensato.
I digitalici hanno un'azione di stimolo nei confronti del parasimpatico, aumentano quindi la stimolazione vagale, che riveste fisiologicamente un'azione di tipo negativo sulla eccitabilità, sulla conduzione e sulla frequenza; ma è stimolato anche il sistema simpatico, infatti sistema parasimpatico e sistema ortosimpatico giocano meccanismi di compensazione, per cui l'attivazione dell'uno comporta conseguentemente una risposta dell'altro, che spesso si annullano.

## Terapia con i digitalici
Il range terapeutico della digossina è tra 0,8 e 2,2 ng/ml. Si ricorda però il DIG trial (il principale studio sulla digossina) che ha documentato come valori di digossina tra 0,8 e 1,2 ng/ml erano correlati a minor incidenza di eventi cardiovascolari avversi. Pertanto al momento si raccomanda di mantenere un valore di digossinemia intorno ad 1,5 ng/ml. La tossicità della digossina può iniziare con concentrazioni ematiche superiori a 2,2 ng/ml.
Il range terapeutico della digitossina è tra 14 e 16 ng/ml e una tossicità superiore a 30 ng/ml.
Si deve sempre considerare che l'azione dei digitalici non è immediata, e che la loro emivita è di 33/36h per la digossina e 5/7 giorni per la digitossina: esistono numerosi protocolli di terapia.
Per esempio, esiste anche una digitalizzazione rapida, che permette di raggiungere alti livelli di digitale circolante nel minor tempo possibile, utile quando si renda necessario raggiungere molto rapidamente, nell'arco delle 24-48 ore, il livello terapeutico: una dose adeguata, già elevata, utile nella digitalizzazione rapida, è la somministrazione di ~ 500 µg.
A regimi posologici le somministrazioni di digitalici possono andare dai 62,5 µg ai 250 µg /die (in commercio i dosaggi sono 0,0625, 0,125 e 0,25 mg).
Le preparazioni farmaceutiche sono tre: soluzione endovena (solo uso Ospedaliero), gocce (poco utilizzate per la difficoltà di dosaggio), compresse (sicuramente le più usate, anche perché con tre dosaggi ben distinti, si possono adattare alle esigenze del singolo paziente).

### Effetti tossici della terapia con digitalici
Col blocco di più del 30% della pompa sodio-potassio si ha un aumento degli effetti tossici, poiché all'aumentare del sodio si ha una diminuzione relativa di potassio, viene aumentato il potenziale di membrana e aumenta la tendenza all'attività spontanea.
In caso di iperdosaggi non accidentali, fino a poco tempo fa, l'esito era spesso infausto, nonostante i tentativi di salvare la persona mediante le procedure di depurazione del sangue. Oggi invece le cose sono leggermente migliorate: se ci si rende conto in tempo relativamente breve che c'è stato un'assunzione eccessiva della digitale (come nel tentato suicidio), si ricorre all'uso di un siero con anticorpi anti digossina che agisce direttamente sul farmaco, lo complessa e lo inattiva, donde la definizione di antidoto; questo ha portato ad una migliore gestione dei casi di iperdosaggio, anche se normalmente gli effetti nell'uso terapeutico sono raramente mortali. In effetti gli anticorpi anti-digossina (Fab) vengono utilizzati nelle assunzioni improprie e nei pazienti con gravi aritmie cardiache in corso di ipopotassiemia.
Ovviamente la somministrazione dell'antidoto deve essere abbastanza precoce, perché la digitale, una volta fissata ai tessuti, ha una permanenza estremamente lunga: la digossina viene eliminata per via renale in forma praticamente non metabolizzata, dopo aver “impregnato” il tessuto muscolare. Un grande tessuto di riserva è rappresentato dalla muscolatura scheletrica, che non risente allo stesso modo dell'azione dei digitalici ma che può legarli e poi rilasciarli nuovamente in circolo in forma attiva per un tempo molto prolungato.
I digitalici hanno effetti collaterali molto fastidiosi, anche di discreta intensità, ma non sempre tossici: in primo luogo hanno effetti a livello dell'apparato digerente spesso caratterizzato da intolleranza gastrica e nausea; spesso vi è anche una componente di tipo nervoso, ma questa è presente nei livelli di tossicità acuta.
Nella struttura dei digitalici è rappresentata anche una struttura steroidea, che può dar luogo a derivati idrossilati in posizione 3 e 4 oppure 2 e 3: questa parte della molecola ricorda ora le molecole di alcune catecolamine, in particolare della dopamina. La dopamina, se raggiunge determinate strutture come la Chemoreceptor Trigger Zone, determina nausea e vomito: pertanto, tra gli effetti a livello gastroenterico caratteristici dell'azione della digitale vi è un intenso senso di nausea, una alterazione della percezione degli odori e del senso del gusto, che può arrivare sino al vomito.
Accanto a questi effetti ve ne sono altri a livello oculare (la visione può diventare confusa, si può provare una particolare suscettibilità, fastidio per la luce), ed a carico del Sistema Nervoso Centrale (incubi, senso di confusione, cefalea, senso di fastidio, ...).
Quando non erano disponibili i dosaggi immunometrici di laboratorio, si dovevano attendere proprio gli effetti secondari e tossici per la sicurezza di esser giunti alla dose efficace di digitalizzazione, deducendone dunque i livelli ematici.
Insomma, due grandi progressi sono stati la messa a punto di un antidoto e la possibilità di valutare la digossinemia (la concentrazione ematica di digossina) attraverso dosaggi immunometrici (inizialmente radioimmunoessays).
Qui sono ricordate in maniera schematica le azioni della digitale sulla funzione elettrica cardiaca:
| Parametro                   | Tessuto             | Tessuto         | Tessuto                                                   |
| Parametro                   | Muscolatura atriale | Nodo AV         | Sist. Purkinje, ventricoli                                |
| --------------------------- | ------------------- | --------------- | --------------------------------------------------------- |
| Periodo refrattario         | ↓ (p)               | ↑ (p)           | ↓ (d)                                                     |
| Velocità di conduzione      | ↑ (p)               | ↓ (p)           | trascurabile                                              |
| Automaticità                | ↑ (d)               | ↑ (d)           | ↑ (d)                                                     |
| ECG (in assenza di aritmie) | trascurabile        | ↑ intervallo PR | ↓ intervallo QT, inversione onda T; sottoslivellamento ST |

((p) = azione parasimpaticomimetica; (d)= azione diretta di membrana)
La problematica relativa alla facilità di sovradosaggio ed eventuale intossicazione, è racchiusa negli effetti numerosi e "contrastanti" della digitale sul muscolo cardiaco e sulle vie elettriche. In effetti il farmaco viene utilizzato a dosi terapeutiche, per l'effetto inotropo e cronotropo, ma, se arriviamo a livelli tossici, l'influsso negativo si vedrà sul batmotropismo e sul dromotropismo, che normalmente ne risentono in modo ridotto.
Esemplificando potremmo dire che gli effetti terapeutici positivi (riduzione della frequenza cardiaca e aumento di contrazione del muscolo cardiaco) ai dosaggi normali, vengono sostituiti dagli effetti tossici negativi (aumento dell'eccitabilità e della conduzione) nei sovradosaggi.
Le condizioni più pericolose portano ad aritmie cardiache gravi che vanno dal rallentamento eccessivo del battito cardiaco (aritmie ipocinetiche), all'accelerazione dello stesso (aritmie ipercinetiche), sino al flutter e alla fibrillazione ventricolare